# Come Over When You're Sober, Pt. 1
Come Over When You're Sober, Pt. 1, abbreviato COWYS, è il primo album in studio del rapper statunitense Lil Peep, pubblicato il 15 agosto 2017 dalla First Access Entertainment e Warner Music Sweden.
L'album è stato supportato da quattro singoli: Benz Truck (Gelik), The Brightside, Awful Things e Save That Shit. Si tratta dell'unico album in studio pubblicato mentre il cantante era in vita. Lil Peep è morto esattamente tre mesi dopo l'uscita dell'album.
Dopo la morte di Lil Peep, Come Over When You're Sober, Pt. 1 ha esordito alla 38ª posizione della Billboard 200.

## Antefatti
Nel 2017, Lil Peep decise di lasciare la sua casa a Los Angeles, in California. L'idea iniziale era di trasferirsi nella sua città natale a Long Beach, New York, tuttavia optò per trasferirsi a Londra, in Inghilterra, usando la sua cittadinanza svedese e il passaporto per rimanere. A Londra, la First Access Entertainment, con cui aveva firmato dal giugno 2016, aiutò Peep a sistemarsi con la casa e lo studio.

## Registrazione
Lil Peep ebbe la sua prima opportunità di registrare in un vero e proprio studio ed è stata la prima volta che ha collaborato al di fuori della sua cerchia più stretta. Ha iniziato a lavorare con Rob Cavallo e successivamente con George Astasio, membro del trio di produttori e compositori The Invisible Men. Fino ad allora, Peep era abituato a registrare con un microfono da 800 dollari che acquistò con i propri soldi e usò sia a casa che in studio.

## Tracce
1. Benz Truck (Gelik) – 2:40 (testo: Gustav Åhr, Jason Pebworth, George Astasio, Jon Shave, Robert Cavallo, Dylan Mullen – musica: Smokeasac)
2. Save That Shit – 3:52 (testo: Gustav Åhr, Dylan Mullen, Jason Pebworth, George Astasio, Jon Shave, Michael Blackburn, Juan Alderete de la Peña – musica: Smokeasac, IIVI)
3. Awful Things (feat. Lil Tracy) – 3:34 (testo: Gustav Åhr, Dylan Mullen, Jason Pebworth, George Astasio, Jon Shave, Michael Blackburn, Jazz Butler – musica: Smokeasac, IIVI)
4. U Said – 3:44 (testo: Gustav Åhr, Jason Pebworth, George Astasio, Jon Shave, Dylan Mullen – musica: Smokeasac, IIVI)
5. Better Off (Dying) – 2:35 (testo: Gustav Åhr, Dylan Mullen, Jason Pebworth, George Astasio, Jon Shave, Michael Blackburn – musica: Smokeasac, IIVI)
6. The Brightside – 3:36 (testo: Gustav Åhr, Dylan Mullen, Jason Pebworth, George Astasio, Jon Shave, Michael Blackburn – musica: Smokeasac)
7. Problems – 3:29 (testo: Gustav Åhr, Dylan Mullen, Jason Pebworth, George Astasio, Jon Shave – musica: Smokeasac, IIVI)

## Formazione

### Musicisti
- Gustav Åhr – voce, testi
- Jazz Butler – voce, testi (traccia 3)
- Robert Cavallo – testi
- Dylan Mullen – testi
- Michael Blackburn – testi
- Juan Alderete de la Peña – testi

### Produzione
- Smokeasac – produzione
- IIVI – testi, produzione

## Successo commerciale
Dopo l'uscita di Come Over When You're Sober, Pt. 1, l'album ha debuttato in un solo paese, la Repubblica Ceca, il 22 agosto 2017. Dopo la morte di Lil Peep, Come Over When You're Sober, Pt. 1 è entrato nella Billboard 200 alla posizione numero 168 e ha venduto 16.000 unità equivalenti all'album la settimana seguente, con un picco alla posizione numero 38.

## Sequel
Dopo la morte di Lil Peep, il suo produttore Smokeasac rivelò che Peep aveva fatto diverse canzoni inedite, alcune appositamente registrate per un possibile seguito di questo album intitolato Come Over When You're Sober, Pt. 2. In un tweet postato poco dopo la morte di Peep, Smokeasac ha rivelato che lui e Peep hanno registrato "musica meravigliosa" durante il 2017 e che possiede musica inedita del rapper.
Nel febbraio 2018, Smokeasac ha confermato l'arrivo di un nuovo album, che sarebbe stato pubblicato "quando sarà il momento giusto".
Non molto tempo prima della conclusione del tour promozionale di Lil Peep per l'album, il produttore annunciò su Twitter che avrebbe pubblicato un extended play intitolato Goth Angel Sinner, composto da tre canzoni (Moving On, Belgium e When I Lie) prodotto da Fish Narc. La Columbia Records ha successivamente acquisito il materiale inedito di Peep, incluso l'EP, sebbene la versione demo dell'EP sia trapelata il 30 ottobre su Internet.

## Classifiche

### Classifiche settimanali
| Classifica (2018) | Posizione massima |
| ----------------- | ----------------- |
| Lettonia          | 4                 |

### Classifiche di fine anno
| Classifica (2020) | Posizione |
| ----------------- | --------- |
| Belgio (Fiandre)  | 200       |